# Eldfell
Der Eldfell ([ˈɛltfɛtl̥], isländisch Feuerberg) ist ein Vulkan mit einem 200 m hohen Schlackenkegel auf der 13,4 km² großen isländischen Insel Heimaey. Er bildete sich ohne Vorwarnung bei vulkanischen Eruptionen wenige hundert Meter außerhalb der Stadt Heimaey am 23. Januar 1973. Seit dem Ende der Ausbrüche im Juli 1973 befindet sich der Vulkan im Ruhezustand.

## Überblick
Die Eruptionen verursachten eine Krise bei den damals ca. 5.000 Einwohnern und führten fast zu ihrer dauerhaften Aussiedlung von der Insel.
Vulkanische Asche ging auf Heimaey nieder und zerstörte dabei viele Häuser. Lavaströme drohten den natürlichen Hafen vom Meer abzutrennen. Damit wäre die Haupteinnahmequelle der Inselbewohner, die Fischerei, stark beeinträchtigt gewesen. Mittels großer Meerwassermengen wurde jedoch die Lava erfolgreich so weit abgekühlt, dass sie zum Stillstand kam und nicht nur die Nutzung des Hafens weiter möglich war, sondern die bis 40 m hohen Lavawälle ihn sogar ausgesprochen gut gegen die berüchtigten Winterstürme aus Osten und Südosten schützten.
Nach dem Ende der Eruptionen wurden die nur langsam abkühlenden Lavaströme zur Energie- und Warmwassergewinnung genutzt. Die niedergegangenen Pyroklastika wurden zur Erweiterung des Flughafens und zur Landgewinnung eingesetzt, wodurch Platz für 200 neue Häuser geschaffen wurde.

## Besiedelung
Die Vestmannaeyjar (isl. Westmännerinseln) wurden 874 erstmals besiedelt, ursprünglich möglicherweise von geflohenen irischen Sklaven, die den nordischen Siedlern auf Island gehörten. Diese Siedler gaben einer Theorie nach der Insel ihren Namen (Westmänner), da Irland westlich von Skandinavien liegt.
Obwohl es auf Heimaey an Süßwasser mangelt und die Siedler durch Piraterie bedrängt wurden, wurde die Insel ein wichtiges Zentrum der isländischen Fischerei, da sich dort fischreiche Gewässer befinden. Zudem gelang es um die Mitte des 20. Jahrhunderts schließlich einen eigenen Hafen auszubauen, der auch Motorschiffe und Trawler aufnehmen konnte. Ab da trieb man den Aufbau einer eigenen Fischereiindustrie erfolgreich voran.

## Geologische Situation
Aufgrund seiner Lage über dem mittelatlantischen Rücken, wo sich die Eurasische und die Nordamerikanische Platte voneinander entfernen, ist Island eine Region mit starker vulkanischer Aktivität. Die inzwischen von Wissenschaftlern mehrheitlich angenommene Lage Islands über einem nach dem Land benannten Hotspot trägt zu Anzahl und Intensität der Ausbrüche maßgeblich bei.
Der Archipel der Vestmannaeyjar liegt vor der Südküste Islands und besteht aus mehreren im Holozän entstandenen Inseln. Das Vulkansystem der Vestmannaeyjar ist das jüngste und südlichste der östlichen Vulkanzone Islands (Eastern Volcanic Zone) und seit der Eiszeit aktiv.
Heimaey, die größte Insel der Gruppe und die einzige bewohnte, enthält auch im Pleistozän entstandenes Material. Bis vor dem Ausbruch des Eldfell war der Helgafell, ein 200 m hoher und etwa 6.000 Jahre alter Vulkankegel, der bekannteste Vulkan der Insel.

## Eruptionen der Neuzeit
Seit der Besiedlung ereigneten sich die ersten größeren Eruptionen 1637 und 1896 als unterseeische Ereignisse. Zu einer weiteren Eruption kam es 1963, als sich etwa 20 km südwestlich die neue Insel Surtsey bildete.
Wissenschaftler vermuten, dass die verstärkte vulkanische Aktivität auf eine Ausdehnung der Island durchquerenden Riftzone Richtung Süden zurückzuführen ist.

## Ausbruch 1973

### Beginn der Eruptionen
Am 21. Januar 1973 begann etwa um 20 Uhr eine Serie schwacher Erdbeben um Heimaey. Sie waren zuerst zu schwach, um von den Bewohnern wahrgenommen zu werden, konnten jedoch von einem 60 km entfernten Seismographen aufgezeichnet werden. Zwischen 01:00 und 03:00 in der folgenden Nacht (22. Januar) zeichnete er über 100 Beben auf. Anschließend nahm die Anzahl der Beben wieder ab und hörte bis um 11:00 vollständig auf. Erst am späten Abend dieses Tages, um 23:00, begannen die Beben von neuem. Zwar wurden bis 01:34 am folgenden Tag nur sieben Beben gemessen, sie waren jedoch stärker als die vorigen; das stärkste erreichte einen Wert von 2,7 auf der Richterskala.
Derartige Beben sind an den Rändern von Lithosphärenplatten nicht ungewöhnlich, und so deutete noch nichts auf einen bevorstehenden Vulkanausbruch hin. Die Eruptionen begannen daher praktisch unerwartet. Um etwa 01:55 am 23. Januar öffnete sich eine Spalte auf der Ostseite der Insel, nur etwa 1 km vom Ortszentrum Heimaeys entfernt und nur 200 m östlich des nächstgelegenen Hofes, Kirkjubær (isl. Kirchenhof), wo sich eine der Kirchen der Insel befand.
Die Spalte vergrößerte sich rasch auf eine Länge von 2 km. Auch unterseeische Aktivitäten wurden registriert, jeweils knapp vor der Nord- und der Südküste. Während der ersten Stunden konnten entlang der – im Maximum 3 km langen – Spalte spektakuläre Lava-Fontänen beobachtet werden, aber die Aktivität konzentrierte sich danach auf eine Öffnung, die sich etwa 800 m nördlich des Helgafell-Vulkanes und gerade noch außerhalb der Stadt befand.
Während der ersten Tage der Eruptionen wurden pro Sekunde geschätzte 100 Kubikmeter Lava und Pyroklastika ausgestoßen. Innerhalb von zwei Tagen hatten die Lava-Fontänen einen Vulkankegel mit einer Höhe von 100 m aufgeschüttet. Ursprünglich wurde dieser neue Vulkan Kirkjufell (Kirchenberg) genannt, aufgrund seiner Nähe zur ehemaligen Kirche. Dieser Name wurde von den isländischen Behörden jedoch nicht übernommen; sie gaben dem Vulkan gegen den Widerstand der lokalen Bevölkerung den Namen Eldfell (‚Feuerberg‘).

### Evakuierungen
In den ersten Stunden der Eruptionen wurden von der isländischen Zivilschutzbehörde bereits im Vorfeld ausgearbeitete Notfallpläne umgesetzt und die gesamte Bevölkerung der Insel ausgesiedelt. Die Evakuierung war notwendig, da Lavaströme bereits in das östliche Ende der Stadt zu fließen begannen, außerdem war die gesamte Insel von niedergehender Asche bedroht.
Wegen schwerer Stürme in den vorangegangenen Tagen befand sich glücklicherweise fast die gesamte Fischereiflotte im Hafen, was eine rasche Evakuierung ermöglichte. Die Bevölkerung wurde von der Feuerwehr mittels Sirenen alarmiert und versammelte sich im Hafen. Die ersten Boote verließen die Insel Richtung Þorlákshöfn um 02:30, nur eine halbe Stunde nach Beginn der Eruptionen.
Der Großteil der Bevölkerung verließ Heimaey per Schiff. Zum Glück bedrohten Lava und Asche anfänglich das Flugfeld nicht, so konnten einige Personen zusätzlich ausgeflogen werden. Dies betraf vor allem ältere Einwohner und die Patienten des örtlichen Krankenhauses, die nicht per Schiff transportiert werden konnten. Innerhalb von sechs Stunden wurden so nahezu alle 5.300 Einwohner sicher auf die isländische Hauptinsel ausgesiedelt. Nur wenige Menschen blieben zurück, für wichtige Arbeiten oder für die Rettung von Wertgegenständen in bedrohten Häusern.

### Auswirkungen der Eruption: Zerstörung von Häusern, Erzeugung von Land

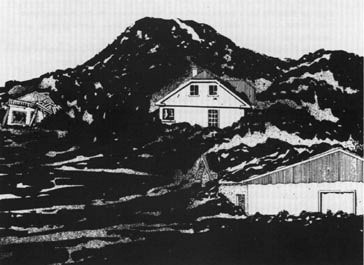
Häuser, von Pyroklastika bedeckt

Nahe an der Spalte stehende Häuser wurden bald durch Lava oder Pyroklastika zerstört. Einige Tage nach Beginn der Eruptionen drehte die Hauptwindrichtung auf West und trug so den Hauptteil der Asche auf die Insel und die Stadt. Viele Häuser wurden durch das Gewicht der niedergehenden Asche zerstört, einige konnten von freiwilligen Helfern gerettet werden. Bis Ende Januar bedeckten Pyroklastika weite Teile der Insel, an manchen Stellen bis zu 5 m hoch. Einige Häuser wurden auch durch Lavabomben in Brand gesteckt oder gerieten unter vorrückende Lavaströme.
Anfang Februar klang der Niederschlag von Pyroklastika langsam ab, Lavaströme sorgten aber weiter für Zerstörung. Unterseeische Aktivität nördlich der Insel zerstörte sowohl das Stromkabel als auch die Wasserleitung, die Heimaey von der Hauptinsel aus versorgten.
Auch drohte Lava die Hafeneinfahrt zu verschütten. Dies wäre eine Katastrophe für die isländische Wirtschaft gewesen, ist die Fischwirtschaft doch die Haupteinnahmequelle Islands und Heimaey mit etwa 25 % des isländischen Fischfangs der wichtigste Hafen des Landes.
Neben der Zerstörung von Häusern in der Stadt schuf die Lava aber auch über zwei Quadratkilometer neue Landfläche im Nordosten der Insel. Die Lavaströme bestanden aus dickflüssiger, krustiger ʻAʻā-Lava und bedeckten das Gebiet um den Vulkan mit einer durchschnittlich 40 m dicken Lavaschicht, an manchen Stellen bis zu 100 m hoch. Im weiteren Verlauf der Ausbrüche zerstörten die Lavaflüsse eine Fischverarbeitungsfabrik und beschädigten zwei andere schwer, außerdem zerstörten sie das Kraftwerk der Insel.
Obwohl die Ausbrüche so nahe bei der Stadt geschahen, war nur ein Todesfall zu beklagen. Ein Mann verstarb nach dem Einatmen giftiger Dämpfe, als er etwas aus einem Keller holen wollte. Kohlenstoffdioxid, verbunden mit einer geringen Konzentration giftiger Gase, sammelte sich in vielen von der Vulkanasche bedeckten Gebäuden. Mehrere andere Personen verletzten sich beim Einatmen dieser Gase, als sie kontaminierte Häuser betreten wollten.
Es wurden Bemühungen unternommen, die giftigen Gase aus der Stadt abzuleiten. Dazu wurden Gräben ausgehoben und Wälle aufgeschüttet, um die im Vergleich zu Luft schwereren Gase aus der Stadt fließen oder sie diese erst gar nicht erreichen zu lassen. Dabei wurde angenommen, dass die Gase aus der Vulkanspalte stammten. Im Nachhinein erkannte man, dass zumindest ein Teil der Gase unterirdisch vom Vulkan durch das alte Gestein unter der Stadt in sie eingedrungen sein könnte.

### Kühlung der Lava

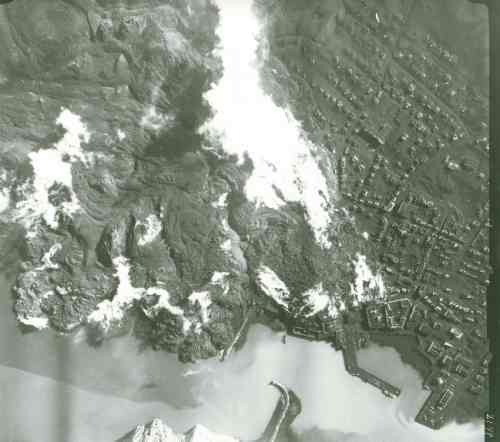
Aufsteigender Wasserdampf beim Abkühlen des Lavaflusses mit Meerwasser am Stadtrand und nahe dem Hafen (Luftaufnahme)

Die schlimmste Bedrohung für die Stadt waren die Lavaströme; sie drohten den Hafen vom Meer abzutrennen. Es wurde schon diskutiert, durch eine Nehrung im Norden der Insel eine neue Hafeneinfahrt zu graben, sollte die alte tatsächlich verschlossen werden, doch es wurden auch Anstrengungen unternommen, es überhaupt nicht so weit kommen zu lassen. Bereits zuvor war versucht worden, Lavaströme wie etwa in Hawaii und am Ätna mittels Wasser zu kühlen und auf diese Weise zu stoppen. Diese Versuche brachten jedoch wenig ein, und es hatte sich immer nur um kleinere Einsätze gehandelt. Trotzdem schlug Prof. Þorbjörn Sigurgeirsson von der Háskóli Íslands, einer isländischen Universität in Reykjavík, vor, die Lavaströme mit einer enormen Menge an Meerwasser zu besprühen und damit ihr weiteres Vordringen in die Stadt und den Hafen zu verhindern.
Die ersten derartigen Versuche wurden am 7. Februar unternommen. Obwohl dabei nur etwa 100 Liter Wasser pro Sekunde auf die Lava gepumpt wurde, verlangsamte sich das Vordringen merklich. Die Lava kühlte zwar nur sehr langsam ab, doch die Methode erwies sich als sehr effizient, da praktisch das gesamte eingesetzte Wasser verdampfte und so der Lava die Wärmeenergie entzog. Durch die ersten Erfolge ermutigt, wurden die Bemühungen rasch weiter erhöht.
Anfang März brach ein größeres Stück vom Krater ab und floss im Lavastrom Richtung Hafen. Dieser Flakkarinn (Der Wanderer) genannte Felsblock stellte eine große Bedrohung für den Hafen dar, hätte er ihn erreicht. Vom Baggerschiff Sandey aus wurde versucht, den Lavastrom zu kühlen und zum Stillstand zu bringen. Der Flakkarinn brach schließlich in zwei Teile, die jeweils 100 m vom Hafen entfernt liegen blieben.
Die darauffolgenden Versuche, die Lava abzukühlen, waren die größte derartige Operation in der Geschichte. Von der Sandey aus wurden bis zu 400 Liter Wasser pro Sekunde auf die Lava gesprüht. Zusätzlich wurde ein Netz von Wasserleitungen direkt auf die Lava gelegt, um das Meerwasser auf eine möglichst große Fläche direkt auf der Lava zu verteilen. Hölzerne Verstärkungen der Leitungen fingen durch die Hitze bald Feuer, und auch Aluminiumteile des Leitungssystems begannen zu schmelzen. Die Leitungen selber aber überstanden dank der Kühlung durch das Meerwasser die enorme Hitze. Durch diese Methode konnte bald eine Fläche von 1,2 Hektar gekühlt werden. Manche Stellen wurden besonders intensiv gekühlt und bildeten so natürliche Barrieren, die durch nachfließende, ebenfalls wieder gekühlte Lava weiter verstärkt wurden.

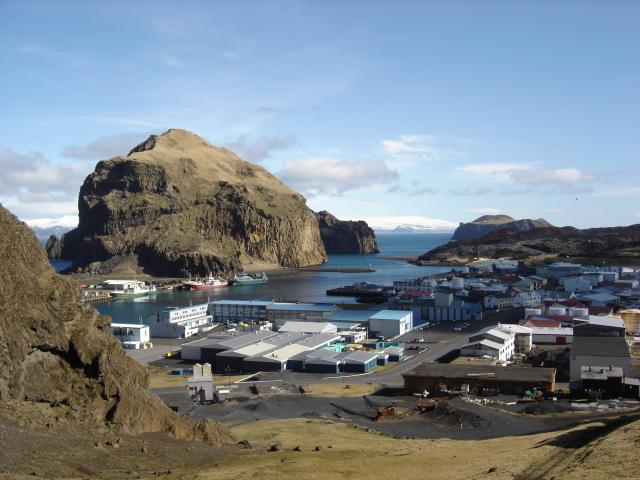
Der Hafen von Heimaey, rechts hinter der Stadt ist der erstarrte Lavafluss zu erkennen

Die Arbeiten, Wasserleitungen auf einen zwar oberflächlich erstarrten Lavastrom aufzubringen, der aber immer noch sehr heiß war und sich dank der flüssigen Lava im Inneren pro Tag immer noch um mehrere Meter vorwärts schob, waren extrem gefährlich. Zusätzlich erschwerte das verdampfende Wasser die Sicht und behinderte damit die Arbeiten weiter. Mit Planierraupen wurden provisorische Wege auf der Lava angelegt, die aber schnell uneben wurden und sich um mehrere Meter pro Tag bewegten. Die Leitungsleger, die sich selber Das Selbstmordkommando nannten, konnten Leitungen bis zu 130 m weit vom festen Untergrund aus über die Lava legen, direkt auf den sich immer noch bewegenden Lavastrom. Dabei erlitten zwar mehrere Arbeiter Verbrennungen, es gab jedoch keine schwerer Verletzten.
Ende März war ein Fünftel der Stadt von der Lava bedeckt. Aus den USA wurden 32 Pumpen mit einer Leistung von jeweils 1000 Litern pro Sekunde geliefert, die schließlich den weiteren Vorstoß der Lavaströme beenden konnten. Diese Pumpen waren eigentlich für das Pumpen von Öl konstruiert worden und mussten daher mit eigens dafür in Reykjavík entwickelten Ersatzteilen umgerüstet werden.
Mit dem Meerwasser wurde auch eine große Menge an Meersalz auf die Lava aufgebracht, so dass sich bald eine Salzkruste auf dem erstarrenden Gestein bildete. Schätzungen geben an, dass so bis zu 220.000 Tonnen Salz an Land abgelagert wurden.
Die Eruptionen hatten für Schlagzeilen auf der ganzen Welt gesorgt, und insbesondere in Island wurde ständig darüber berichtet. Auch in Europa fanden die Nachrichten über die Vorgänge in Island Beachtung, obwohl sie um die Plätze auf der Titelseite mit den Friedensverhandlungen zum Vietnamkrieg in Paris konkurrierten. Besonders die Versuche, die Lavaströme zu kühlen, zogen die Aufmerksamkeit auf sich und fanden Eingang in Publikationen wie dem National Geographic (Volcano overwhelms an Icelandic village, 1973). Die Aufmerksamkeit, die der Vulkanausbruch Island und im Besonderen Heimaey brachte, führte zu einem sprunghaften Anstieg des Tourismus in der Zeit nach den Eruptionen.

### Der Ausbruch klingt ab

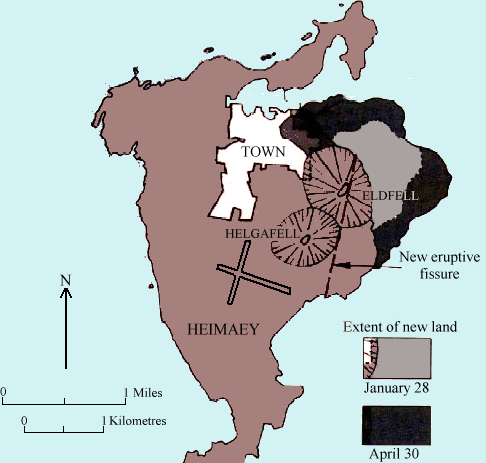
Karte der neuen Landflächen auf Heimaey durch den Ausbruch

Nach den ersten paar Tagen nahm der Nachschub an frischer Lava wieder ab. Wurden anfänglich 100 Kubikmeter Lava pro Sekunde ausgestoßen, sank dieser Wert bis zum 8. Februar auf 60 m³. Mitte März schließlich drangen nur mehr 10 m³ pro Sekunde an die Oberfläche. Danach fiel dieser Wert nicht mehr so stark: etwa Mitte April wurden immer noch 5 m³ ausgestoßen.
Am 26. Mai wurden von einem Fischerboot aus vulkanische Aktivitäten am Meeresgrund zwischen Heimaey und Island beobachtet, die jedoch bald wieder abklangen. Gänzlich zum Erliegen kamen die Eruptionen Anfang Juli, als an der Oberfläche keine frische Lava mehr austrat, wobei jedoch unter der Oberfläche noch ein paar weitere Tage lang Lava strömte. Kurz vor Ende der Ausbrüche zeigte eine 1150 m vom Krater entfernt angebrachte Wasserwaage an, dass sich der Boden unter dem Krater nach innen wölbte, was darauf schließen ließ, dass sich die Magmakammer unter dem Vulkan geleert hatte.
Insgesamt wurden während der fünf Monate dauernden Ausbrüche 0,23 Kubikkilometer Lava und 0,02 Kubikkilometer Tephra ausgestoßen. Etwa 2,5 km² neues Land wurden der Insel hinzugefügt, was einer Zunahme um 20 % entsprach. Die Hafeneinfahrt wurde zwar beträchtlich verschmälert, blieb jedoch offen. Tatsächlich verbesserte die Lava den Hafen sogar, da die neue erstarrte Lava nun als zusätzlicher Wellenbrecher dient.

### Heimaey nach den Ausbrüchen

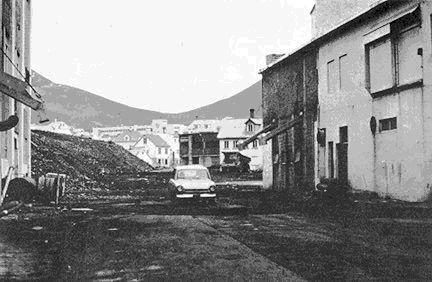
Dieselbe Straße wie oben nach dem Entfernen der Lava

Aufgrund der schlechten Wärmeleitfähigkeit der erstarrten Lava liegt im Inneren der Lavaströme die Temperatur auch Jahre nach dem Ausbruch immer noch bei mehreren hundert Grad Celsius. Schon bald nach Ende der Eruptionen suchten Geologen nach Möglichkeiten, diese Energiequelle zu nutzen. Bald wurden entsprechende Heizsysteme entwickelt, und schon 1974 wurde ein erstes Haus an diese Energiequelle angeschlossen. Nach und nach wurden weitere Häuser mit Heizenergie versorgt. Ab 1979 wurden vier Kraftwerke zur Nutzung der Lavaenergie gebaut. Jedes dieser Kraftwerke entzog einer Fläche von 100 mal 100 Metern die Wärmeenergie, indem kaltes Wasser in das Gestein gepumpt und der zurückkehrende Dampf verwertet wurde. Bis zu 40 Megawatt an Leistung konnten so erzeugt werden, was zur Versorgung praktisch aller Häuser auf der Insel genügte.
Die in Unmengen vorhandenen Pyroklastika wurden genutzt, um die Landebahn des Flughafens der Insel zu vergrößern, außerdem wurde damit Neuland im Meer aufgeschüttet, auf dem 200 neue Häuser errichtet werden konnten. Mitte 1974 war etwa die Hälfte der Bevölkerung auf die Insel zurückgekehrt, und im März 1975 waren es bereits 80 %. Die Wiederherstellung der Infrastruktur auf Heimaey wurde über eine zweckgebundene islandweite Umsatzsteuer finanziert, wobei auch internationale Hilfe in Höhe von 2,1 Mio. US-Dollar bereitgestellt wurde, hauptsächlich vom ehemaligen Mutterland Dänemark, aber auch von den USA und mehreren internationalen Organisationen. In dem durch den neuen Wellenbrecher besser geschützten Hafen kehrte bald die alte Betriebsamkeit ein, und er blieb das wichtigste Fischereizentrum des Landes.

## Eldfell heute und in Zukunft

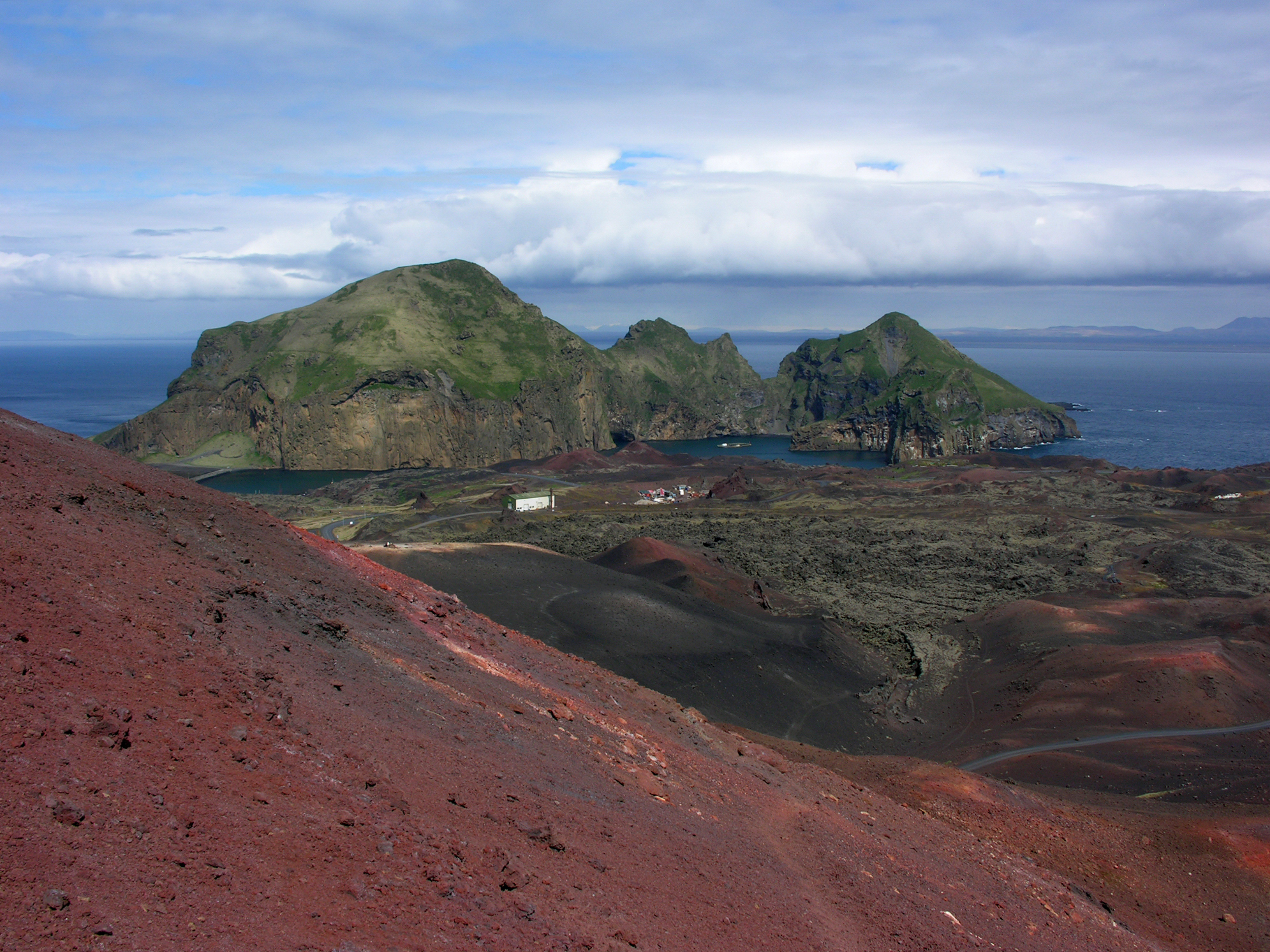
Blick vom Hang des Eldfell auf den Hafen von Heimaey

Am Ende der Eruptionen betrug die Höhe des Eldfell etwa 220 m über dem Meeresspiegel. Seit damals hat die Höhe um etwa 18 bis 20 m abgenommen, was sowohl auf Erosion durch den Wind und Regen als auch auf die Verdichtung des Materials zurückzuführen ist. Am Fuße des Vulkans wurde Gras angepflanzt, um die weitere Erosion zu verlangsamen. Der gesamte Eldfell soll in Zukunft möglichst von Gras bedeckt sein, wie das auch beim nahen Helgafell der Fall ist.
Das typische Verhalten eines Vulkans im Vestmannaeyjar-Archipel ist eine einzige Phase vulkanischer Aktivität. Dies macht weitere Eruptionen des Eldfell lange nach der ersten aktiven Phase sehr unwahrscheinlich, aber nicht unmöglich.

### Pompeji des Nordens

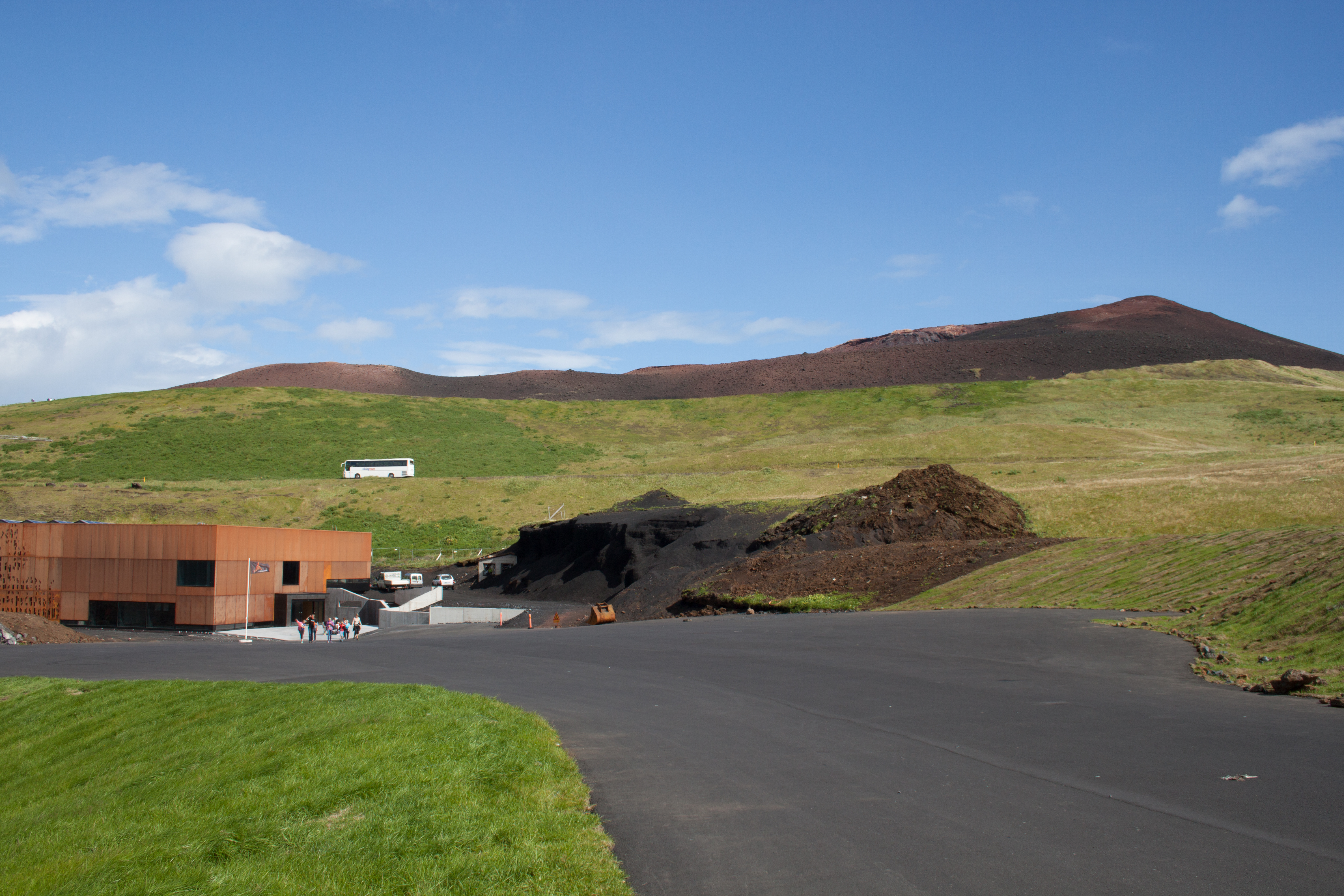
Eldheimar-Vulkan-Museum

Pompeji des Nordens ist ein Projekt, bei dem ein Teil – etwa 7 bis 10 Häuser – der fast 400 verschütteten Gebäude wieder ausgegraben wurden. Der Name spielt auf die Ausgrabungen in Pompeji an, wo durch den Vulkan Vesuv verschüttete Häuser freigelegt wurden.
Die freigelegten Gebäude wurden der Öffentlichkeit als Museum zugänglich gemacht, um einen realistischen Eindruck der Ereignisse zu vermitteln. Nach dem Projektbeginn im Sommer 2005, waren ein Jahr später bereits drei Wohnhäuser an der verschütteten Straße Suðurvegur freigelegt worden.
Am 23. Januar 2013, dem 40. Jahrestag des Ausbruchs, erfolgte der erste Spatenstich für den Bau des Museums. Nach 15 Monaten Bauzeit wurde das 400 m² große Eldheimar (isl. Feuerwelten) Vulkan-Museum im Mai 2014 schließlich feierlich eröffnet.

## Literatur

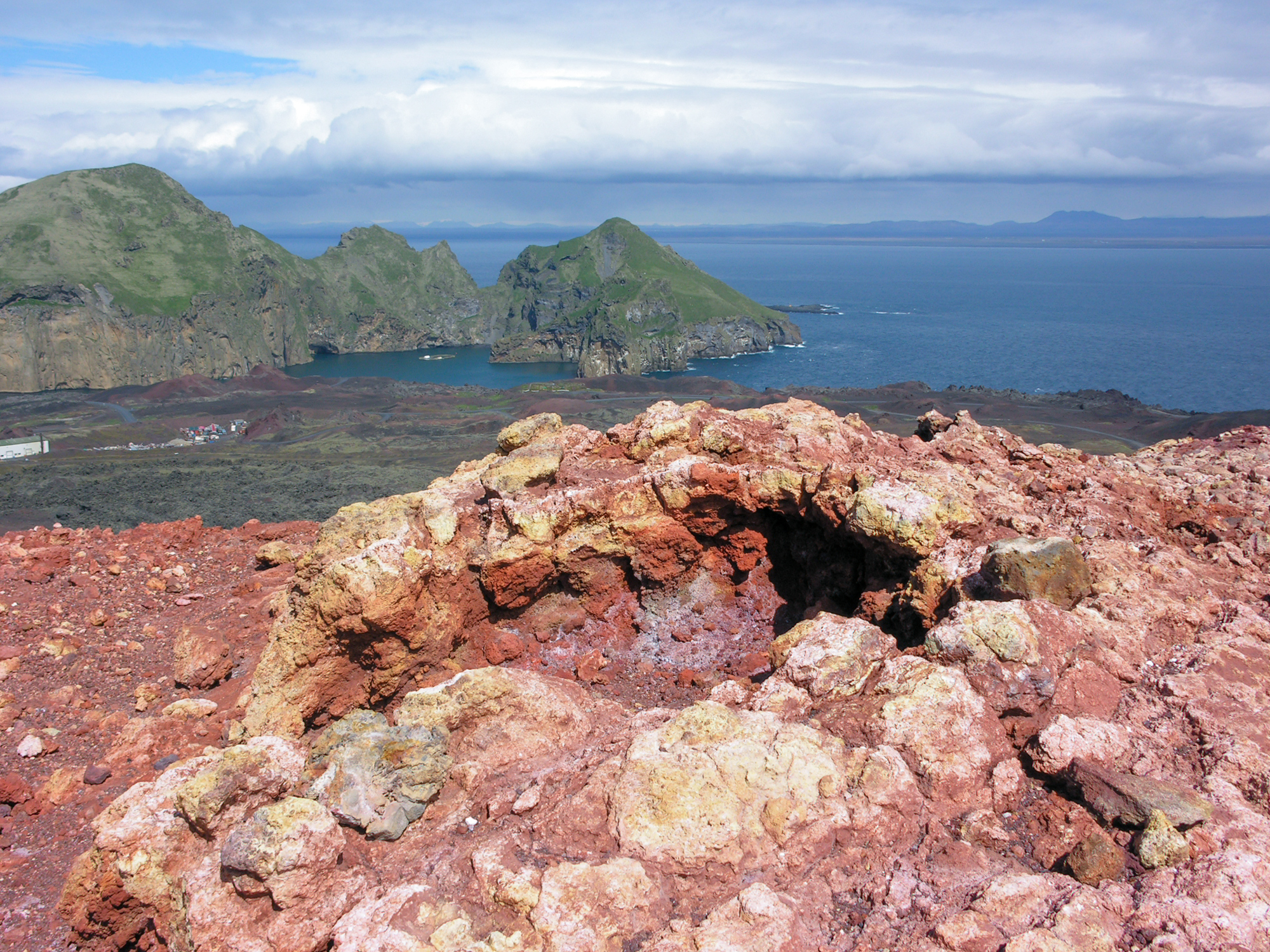
Auf dem Gipfel des Eldfell